# Sklaverei in Kuba

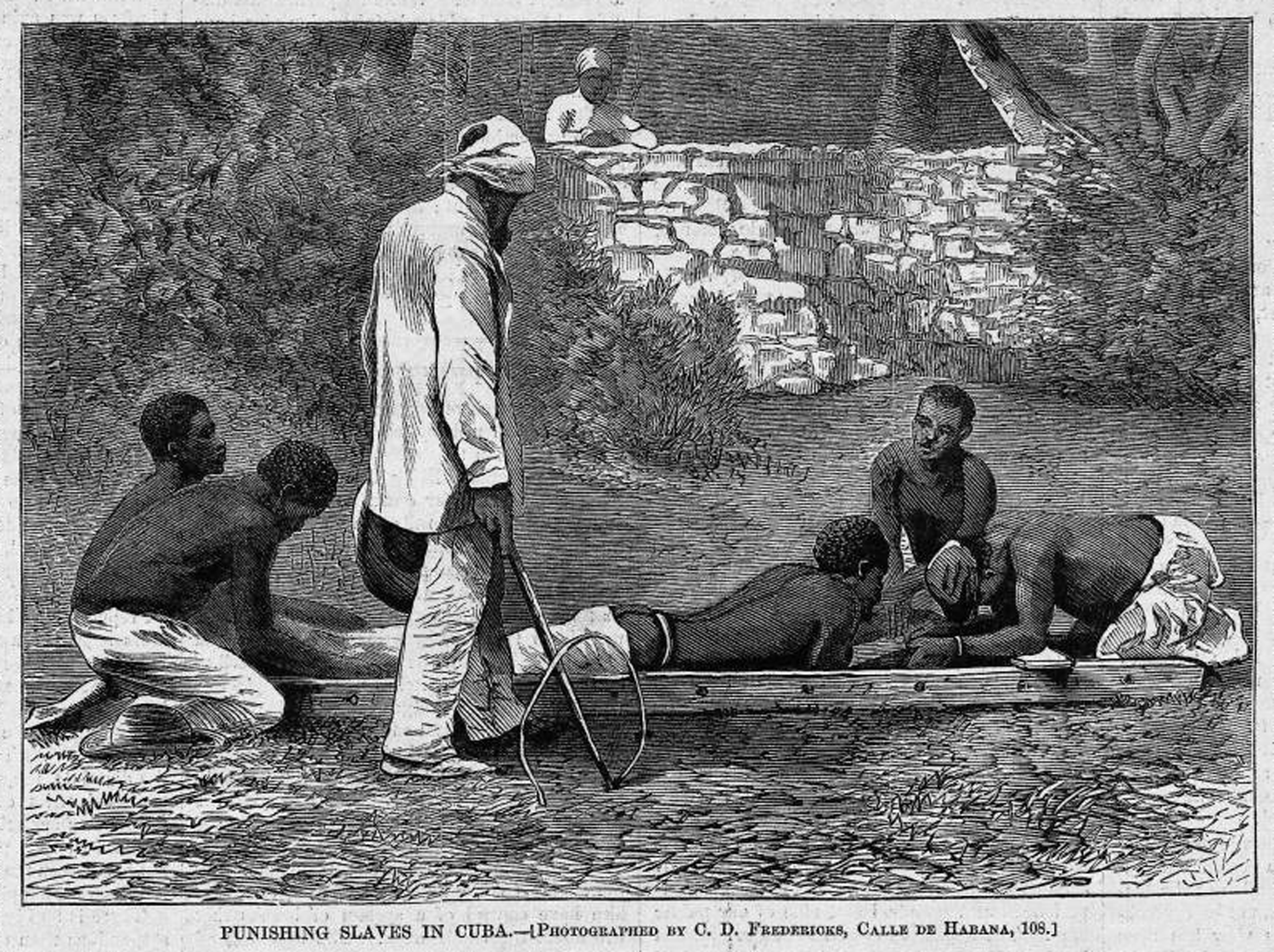
Bestrafung von Sklaven auf Kuba um 1840

Die Sklaverei auf Kuba entstand mit der spanischen Kolonisierung der Insel Kuba im frühen 16. Jahrhundert. Die Sklaven stammten meist aus dem atlantischen Sklavenhandel.
Da die bereits 1492 von Kolumbus angefahrene und dünn besiedelte Insel den spanischen Kolonisten keine geeigneten Arbeitskräfte bot, setzten sie afrikanische Sklaven in den Wirtschaftsbereichen ihrer Städte, später mehr und mehr im Zuckerrohr- und Kaffeeanbau ein. Kuba mit seiner industrialisierten Zuckerwirtschaft war ein Zielort des geheimen Menschenschmuggel im 19. Jahrhundert. Abgeschafft wurde die Sklaverei in Kuba erst 1886, 12 Jahre bevor Spanien seine Herrschaft auf die Insel aufgab.

## Geschichte
Auf Kuba wurde die Urbevölkerung der Arawak regelrecht ausgerottet (siehe auch: Bartolomé de las Casas), da sie zu anfällig gegen eingeschleppte europäische Krankheiten wie Masern oder Pocken war. Die Arawaken eigneten sich aufgrund ihrer angestammten Lebensweise auch nicht für einen profitablen Einsatz in einem kolonialen Plantagensystem. Diego Velázquez de Cuéllar legte die Grundlage für das spanische Kolonialsystem auf Kuba, dessen erste Stadt Baracoa 1511 und Hauptstadt Havanna 1515 gegründet wurde. Von dort wurde die ganze Insel untertänig gemacht, die Indianersklaverei jedoch durch die spanische Krone mehrfach verboten.

### Sklavenimport aus Afrika ab dem 16. Jahrhundert

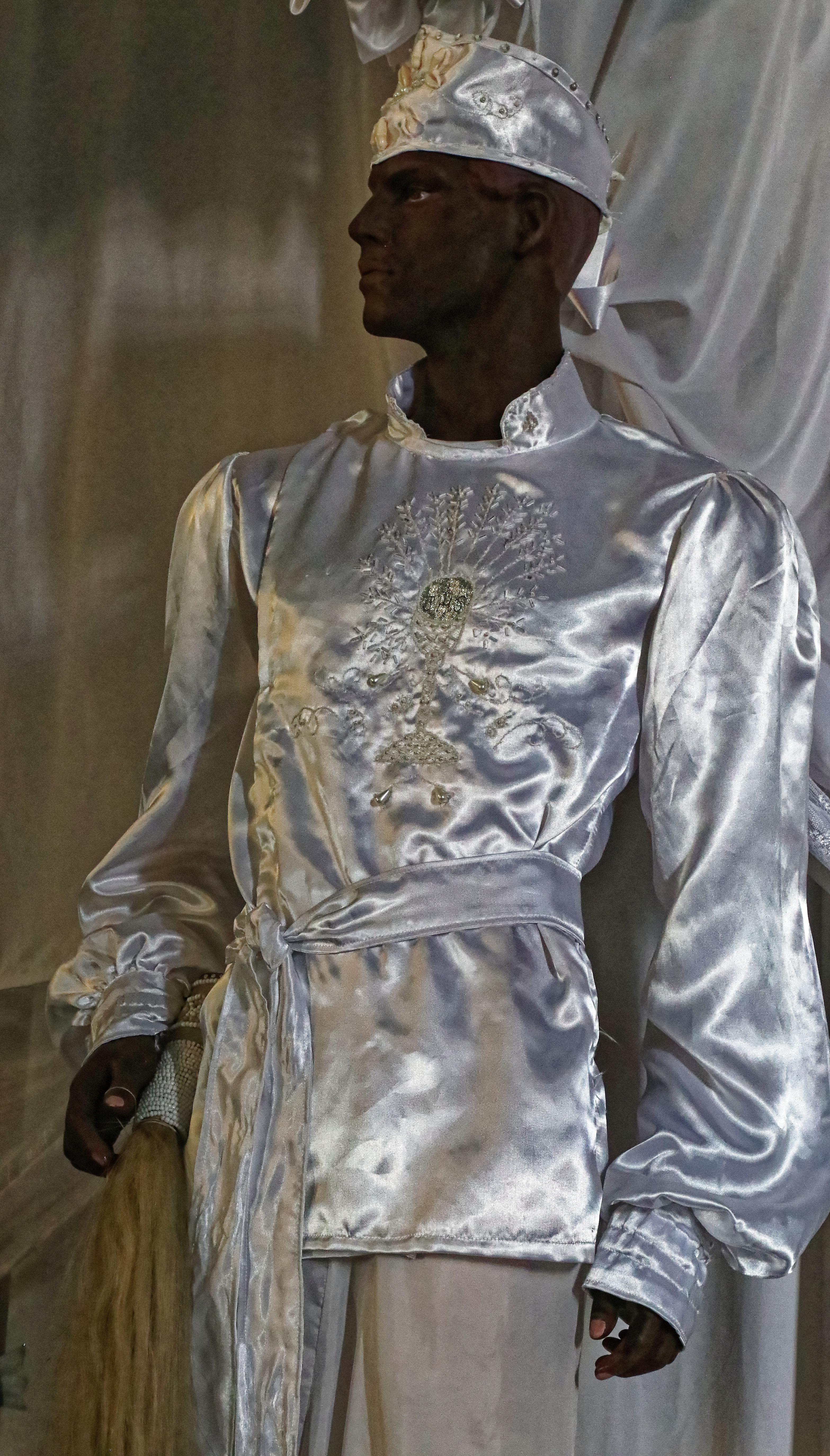
Ein schwarzer Sklave im Festgewand der Santería

Schwarze Sklaven kamen nach Westindien erstmals 1502 vor allem von der iberischen Halbinsel, besonders aus Andalusien. 1526 erreichten Kuba die ersten Sklavenlieferungen direkt aus Afrika. Als dort der Zuckeranbau, von Nordostbrasilien, den Antillen und dem britischen Jamaika kommend, um 1700 aufblühte, wurde der Bedarf immer größer. Besonders die kurze englische Besetzung Havannas 1762 stellte die kubanische Wirtschaft fast vollständig auf Zucker um und schuf das spanische Handelsmonopol ab. Im Laufe des 16. und 17. Jahrhunderts gelangten mehr als 600.000 afrikanische Sklaven lebend in die spanischen Kolonien Amerikas. Die Anzahl der gefangenen und transportierten Sklaven war noch wesentlich höher, da viele auf dem strapaziösen Weg an die Küste und beim Transport auf den Sklavenschiffen verstarben. Nach Kuba kamen bis 1789 (Freigabe des Sklavenhandels durch die spanische Krone) ca. 50.000–60.000 afrikanische Sklaven.
Das Rechtssystem erlaubte den Sklaven eigenen Besitz, die Möglichkeit, sich und die eigene Familie damit freizukaufen, die freie Wahl eines Ehepartners und sogar die Suche nach einem neuen Herren. Sklaven konnten sich zu Vereinigungen, sogenannten cabildos, zusammenschließen, die von Schwarzen gleicher ethnischer oder ähnlicher kultureller Herkunft gebildet wurden. Dies ermöglichte ihnen, afrikanische Kulturelemente zu bewahren und weiterzugeben, darunter auch religiöse Vorstellungen, die sich mit dem Katholizismus, denn jeder Sklave musste getauft sein, zu den synkretistischen afrokubanischen Kulten, z. B. der Santería vermischten, die noch heute weit verbreitet sind.

### Zweite Sklaverei in Kuba im 19. Jahrhundert

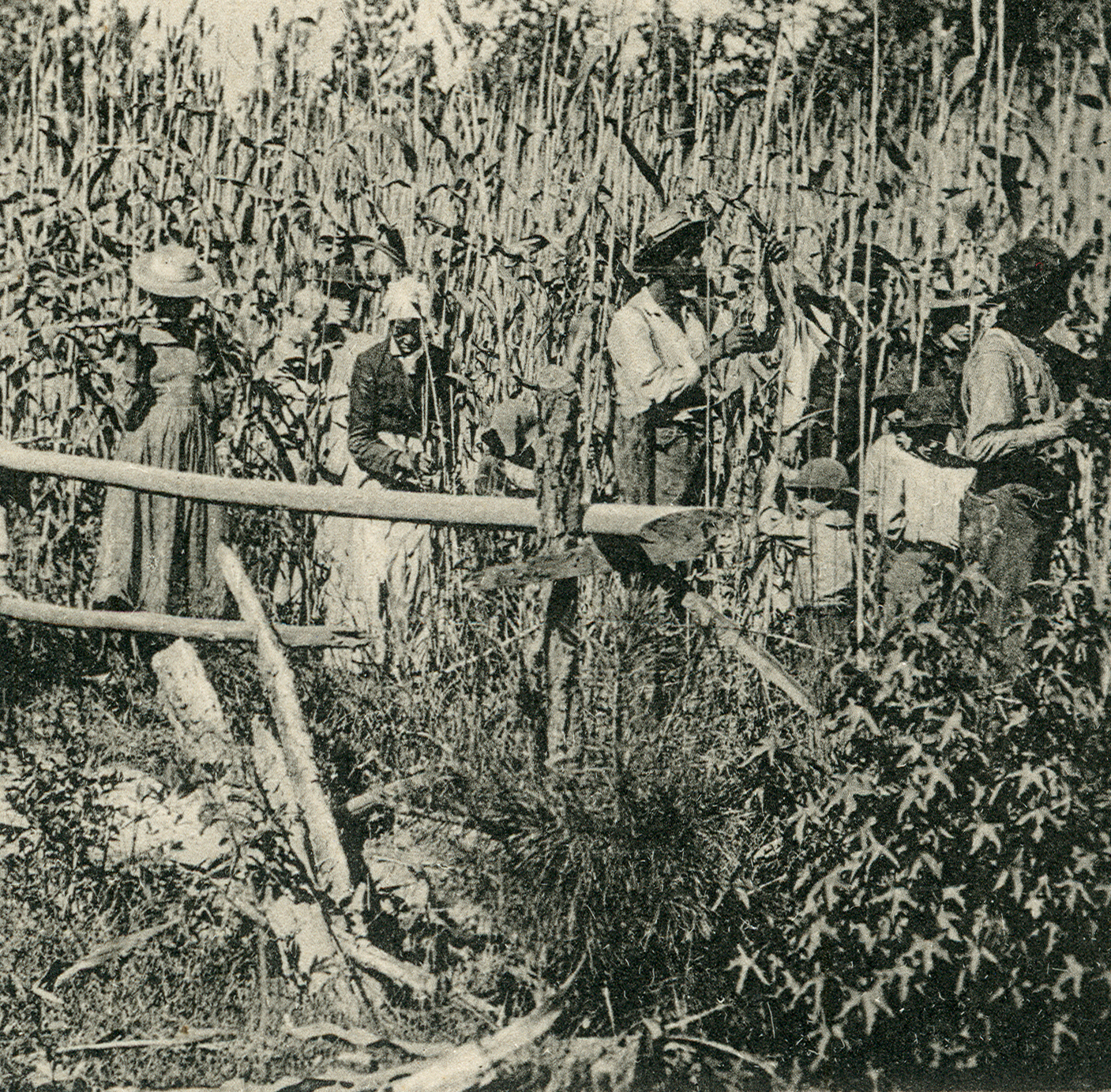
Feldarbeit in einer Zuckerrohrplantage in Kuba um 1900

Die haitianische Revolution in Saint-Domingue 1791–1803 war eine Folge der unmenschlichen Arbeitsbedingungen und der Freiheitsversprechen der Französischen Revolution. Doch im Westen Kubas entstand durch die Industrielle Revolution die effizienteste und modernste Plantagenökonomie (Zucker, Kaffee, Tabak) des 19. Jahrhunderts mit neuen Technologien wie den mechanisierten ingenios und seit 1860/70 centrales (Zuckerfabriken). Während zuvor die Sklaven weitgehend im Rhythmus der ländlichen Produktionsweise arbeiteten, nicht massenhaft eingesetzt wurden und meist sogar zum Haushalt kreolischer Besitzer gehörten, wurde mit dem Einsatz der Dampfmaschinen die Sklavenarbeit an den Rhythmus der Maschinen angepasst. Dampfbetriebene Zuckermühlen auf Kuba und Baumwolle verarbeitende Maschinen bei den Abnehmern der Baumwolle aus den Südstaaten der USA änderten vollständig den Charakter der Sklavenarbeit. Je mehr die Maschinen im Zuge des technischen Fortschritts verarbeiten konnten, desto härter und massenhafter wurde auch der Sklaveneinsatz. Die Arbeit der Sklaven etwa auf Kuba musste sich der ungeheuren Verarbeitungskapazität der dampfgetriebenen Zuckermühlen des 19. Jahrhunderts anpassen. Die Sklaven wurden zu Hunderten in Baracken in großen Lagern untergebracht, ihre Arbeitskraft bis zur Erschöpfungsgrenze mit 20-stündiger Arbeitszeit ausgenutzt. Die Peitsche wurde zum gängigen Antriebsmittel bei der Arbeit.
Ab 1807 wurde der Sklavenhandel international mehr und mehr verboten, ausgehend von Großbritannien, das aus wirtschaftlichen und religiösen Gründen ein Verbot des Sklavenhandels beschloss (gültig ab 1808). Um keine Nachteile zu erleiden, übte Großbritannien Druck auf konkurrierende Kolonialmächte aus, den Sklavenhandel ebenfalls einzustellen, mit Unterstützung aus den Nordstaaten der USA. Während in Preußen schon seit 1713 die Sklaverei untersagt war, wurde der Sklavenhandel Portugals, Spanien/Kubas, Frankreichs und Brasiliens erst nach und nach ab 1815 auf britischen Druck verboten (siehe: Wiener Kongress). Mit der spanischen Krone schloss Großbritannien 1817 einen Vertrag, der den Sklavenhandel nach Kuba ab 1820 verbot. Doch die spanisch-kubanischen Sklavenhändler (negreros) hielten sich nicht an den Vertrag (der 1835 und 1845 verschärft wurde); 1820 begann eine Phase intensiven Menschenschmuggels zwischen Afrika und Kuba, die bis 1878 anhielt und zur Verschleppung von ca. 780.000 bis 1 Million Menschen nach Kuba führte [hidden Atlantic]. Britische Kriegsschiffe verfolgten spanisch-kubanische Sklavenschiffe, die befreiten Verschleppten wurden formal emanzipiert (emancipados, ca. 40.000–60.000), blieben aber auf Kuba und arbeiteten als eine Art Staatssklaven vor allem in der Exportlandwirtschaft und im Bau. Zusammen mit dem Süden der USA (1820–1865) und Brasilien (1800–1888) sowie Puerto Rico (1815–1860) und Suriname (1815–1863) bildete das spanische Kuba eine wichtige Gesellschaft der „Zweiten Sklaverei“ (Dale Wayne Tomich).
Neuere Forschungen zeigen, dass die Massensklaverei am längsten dort beibehalten wurde, wo die potentesten Hacendados die fortschrittlichsten Technologien und Arbeitsorganisation anwandten. Widerstand der Versklavten in Form von Flucht oder Rebellionen waren alltäglich, trotz einiger großer Aufstände gab es aber kein „neues Saint-Domingue“. Der direkte Widerstand erfasste selten mehr als 5 % der Sklaven. Trotz abschreckender Strafen flüchteten aber Sklaven als Cimarrones in die unwegsamen Wälder. Besondere Trupps von Sklavenjägern (rancheadores) mit speziell auf Sklaven dressierten Hunden sollten sie dort aufspüren. Wurden die entlaufenen Sklaven gefunden, drohte ihnen die öffentliche Hinrichtung, meist auf abscheuliche Weise.
Besonders nach der Verschärfung des Vertrages von 1835 gab es auf Kuba sogenannte „Aufzuchtprogramme“, in denen Sklavenkinder der Ersatz für den fehlenden Nachschub aus Afrika wurden, zusätzlich wurden aus Afrika im illegalen Menschenhandel immer mehr Kinder nach Kuba verschleppt.  Sklavinnen entwickelten Methoden der Abtreibung (z. B. Einsatz von Kernen der Papaya), mit denen sie verhindern wollten, dass sie Kinder zur Welt brachten, deren Schicksal die Sklaverei war. Häufig kam es zum Selbstmord von Sklaven. Zudem wurden zwischen 1847 und 1874 rund 125.000 chinesische Kulis, vor allem aus Kanton, angeworben. In der Folge entstand eine multi- und transkulturelle Gesellschaft auf Kuba, die sich in neuen kulturellen Milieus und eigenständigen Kulten und Religionen und synkretistischen Formen des Christentums zeigte.

### Unabhängigkeit und Sklavenbefreiung
Massenhaft schlossen sich Sklaven seit 1868 der Unabhängigkeitsbewegung an, die erst spät die Sklavenbefreiung in ihr Programm aufnahm. Die afrokubanischen Generäle Antonio Maceo und Guillermo Moncada beeinflussten jedoch die Unabhängigkeitsbewegung stark. Das Parlament der Republik in Waffen, wie sich die kubanische Untergrundbewegung nannte, schloss 1878 den Frieden von Zanjón. Er gewährte den Kubanern eine Vertretung in den spanischen Cortes und legte eine schrittweise Sklavenbefreiung fest, Kuba blieb jedoch ohne echte Autonomie. Erst am 13. Februar 1880 verfügte Spanien das Patronat (patronato), einen Übergang zur Emanzipation, und am 7. Oktober 1886 wurde die Sklaverei auf Kuba per Gesetz abgeschafft (Abolition).
Als die Spanier 1898 nach dem verlorenen Spanisch-Amerikanischen Krieg aus Kuba abzogen, wurden die ehemaligen Sklaven häufig zu Lohnarbeitern, ohne dass sich dadurch ihre soziale Lage entscheidend besserte. So führte nun Arbeitsmangel direkt zu Entlassung und Hunger. 1908 gründeten afrokubanische Veteranen des Unabhängigkeitskriegs die Partido Independiente de Color (PIC) – die erste nationale Partei von Schwarzen in der gesamten westlichen Hemisphäre – um die gesellschaftlichen Interessen der dunkelhäutigen Bevölkerung gegen die Benachteiligung durch die von Weißen geführten Regierungen zu verteidigen.

## Einzelbelege
1. ↑  Barbara Potthast, Silke Hensel: Sklavenhandel in Lateinamerika. Universität zu Köln, 2016, abgerufen am 16. September 2022.
2. ↑  Dale Tomich: The Second Slavery and World Capitalism: A Perspective for Historical Inquiry. In: International Review of Social History. Band 63, Nr. 3, Dezember 2018, ISSN 0020-8590, S. 477–501, doi:10.1017/S0020859018000536 (cambridge.org [abgerufen am 16. September 2022]).